# Индијско бодљикаво прасе
Индијско бодљикаво прасе (лат. Hystrix indica) је сисар из реда глодара.

## Распрострањење
Ареал индијског бодљикавог прасета обухвата већи број држава. Врста има станиште у Азербејџану, Авганистану, Грузији, Ираку, Ирану, Јемену, Јерменији, Јордану, Израелу, Казахстану, Кини, Непалу, Пакистану, Саудијској Арабији, Туркменистану, Турској и Шри Ланци.
Присуство је непотврђено у Киргизистану, Таџикистану и Узбекистану.

## Станиште
Станишта врсте су шуме, планине, жбунаста вегетација, травна вегетација и брдовити предели до 2400 метара.

## Угроженост
Ова врста није угрожена, и наведена је као последња брига јер има широко распрострањење.